# Clayton (New Jersey)
Clayton ist eine Stadt in Gloucester County und liegt im Bundesstaat New Jersey in den USA. Das U.S. Census Bureau ermittelte bei der Volkszählung 2020 eine Einwohnerzahl von 8807.

## Geographie
Die Stadt liegt ca. 30 Kilometer südlich von Philadelphia (Pennsylvania) sowie an der Staatsstraße New Jersey State Route 55.

## Geschichte
Jacob Fisler kaufte im Jahre 1850 einen Großteil des Gebietes des heutigen Clayton und nannte es „Fislertown“. Nachdem er dort eine Fabrik zur Herstellung von Glas eröffnet hatte, wuchs die Stadt stetig. Zusammen mit einigen Nachbargemeinden wurde 1858 die „Clayton Township“ gegründet. 1887 wurde die Stadt durch die Legislative des Staates New Jersey dann Clayton genannt. Die Bevölkerung bestand zu diesem Zeitpunkt aus ca. 1500 Einwohnern.

## Demographie
Im Juli 2009 ergab sich eine Bevölkerungszahl von 7586 Personen mit einem Durchschnittsalter von 33,6 Jahren.